# Lundsprötmossa
Lundsprötmossa (Oxyrrhynchium hians) är en bladmossart som först beskrevs av Johann Hedwig, och fick sitt nu gällande namn av Leopold Loeske. Lundsprötmossa ingår i släktet Oxyrrhynchium, och familjen Brachytheciaceae. Arten är reproducerande i Sverige.